# Klarälven, övre delen
Klarälven, övre delen este o arie protejată (arie specială de conservare — SAC, sit de importanță comunitară — SCI) din Suedia întinsă pe o suprafață de 2.137,4 ha, integral pe uscat.

## Localizare
Centrul sitului Klarälven, övre delen este situat la coordonatele 60°27′57″N 13°10′15″E / 60.4659°N 13.1708°E.

## Înființare
Situl Klarälven, övre delen a fost declarat sit de importanță comunitară în ianuarie 2002 pentru a proteja 1 specie de animale. Situl a fost protejat și ca arie specială de conservare în decembrie 2017.

## Biodiversitate
Situată în ecoregiunea boreală, aria protejată conține 1 habitat natural: Râuri naturale fino-scandinave.
La baza desemnării sitului se află o specie protejată de  pești: somonul (Salmo salar).